# Phyllocnistis finitima
Phyllocnistis finitima là một loài bướm đêm thuộc họ Gracillariidae, known from Arizona, U.S.A. Ấu trùng ăn Senecio cruentus.